# Acaena subincisa
Acaena subincisa är en rosväxtart som beskrevs av Hugh Algernon Weddell. Acaena subincisa ingår i släktet taggpimpineller, och familjen rosväxter. Inga underarter finns listade i Catalogue of Life.